# San Gregorio Matese
San Gregorio Matese (Sangrevòrio nel dialetto locale) è un comune italiano di 862 abitanti della provincia di Caserta in Campania.

## Geografia fisica
Situata a 765 metri d'altezza s.l.m. nel parco nazionale del Matese, a poca distanza dall'omonimo lago e dal passo di Miralago. Confina con sei comuni campani e con cinque comuni molisani.

## Origini del nome
Il paese prende il nome da un'antica chiesa benedettina, oggi scomparsa, dedicata al culto di san Gregorio.

## Storia
Il suo territorio fu frequentato in epoca sannitica come testimoniano le tombe di quell'epoca ritrovate in località Santa Croce ma la formazione dell'abitato risale al Medioevo quando il piccolo centro apparteneva all'abbazia di San Vincenzo al Volturno.
Fu poi a lungo uno dei casali di Piedimonte Matese. A causa della popolazione assai esigua e delle condizioni economiche modeste, non ebbe consiglieri propri presso l'Universitas di Piedimonte ma fu rappresentata da quelli di Castello del Matese. La popolazione viveva prevalentemente di pastorizia e della raccolta di "esca", un materiale vegetale che veniva usato per azionare il fuoco.
Nel 1742 fu richiesta l'autonomia a Piedimonte, discussa dall'Universitas della città matesina in una seduta del 6 dicembre. Sei anni dopo, San Gregorio ottenne l'autonomia amministrativa (18 luglio 1748). La cittadina si dotò di uno stemma proprio conservando al suo interno uno dei cipressi dello stemma di Piedimonte.
Nel 1754 fu redatto il catasto onciario nel quale furono censiti 127 capifamiglia, 5 preti e 18 fra vedove e zitelle. In quell'epoca l'arciprete riscuoteva le decime in segale ma la popolazione aveva difficoltà a racimolarle.
Nel 1928 il paese fu raggiunto dalla strada carrozzabile.
Dal 1927 al 1945 appartenne alla provincia di Benevento, a seguito della temporanea soppressione della provincia di Caserta in epoca fascista.

### Simboli
Lo stemma è stato concesso con regio decreto del 25 ottobre 1928. Vi è raffigurato in campo azzurro un cipresso nodrito su di un monte di verde, addestrato da una cometa d'argento, posta in palo. 
Il gonfalone è un drappo di bianco.

## Monumenti e luoghi d'interesse
Di notevole interesse storico-artistico sono:
- i ruderi della chiesa e del monastero del IX secolo conosciuti con il nome di "Le Mura" dalle quali prende il nome la ProLoco;
- la Chiesa di Santa Maria delle Grazie del XVI secolo con annesso antica abside rettangolare oggi conosciuta come cappella di S. Michele, alle spalle di quella attuale semicircolare, costruita agli inizi degli anni Ottanta e raggiungibile attraverso una serie di rampe dalla sagrestia;
- la chiesa della Piana del Lago con caratteristiche pitture murali del professor Tirrito;
- gli antichi palazzi Del Giudice, Caso (della Calcarella), Caso (della Fontana) e Villa Ginevra, sede del Municipio;
- il caratteristico "Vico Stretto" che nel punto più stretto, appunto, è largo soltanto 45 cm;
- la splendida villa comunale, una volta folto giardino botanico realizzato da Beniamino Caso e da lui intitolato a sua madre, da cui il nome di "Villa Luisa", ricco di essenze arboree come i faggi.

Non lontano dal centro abitato, in località Santa Croce, alle spalle della chiesetta omonima, furono rinvenute alcune tombe sannitiche, che facevano presupporre l'esistenza di un'antica necropoli in loco. I resti sono scomparsi, in parte inglobati nelle fondamenta della chiesetta e nella successiva piantumazione del piccolo bosco.

### Aree naturali
Il Monte Porco, il Pagliarone, il Pianellone, la vallata di Camporuccio, sono di grandissimo interesse naturalistico grazie alla presenza di rigogliose faggete, habitat naturale per i cinghiali che numerosi, vi dimorano. È stata avvistata più volte, anche sull'abitato, la sontuosa aquila reale che nidifica sulle rocce della Valle dell'Inferno, uno degli orridi più profondi d'Europa. Sono numerosi anche gli ipogei carsici, essendo il massiccio del Matese di questa costituzione geologica. Il più noto di tutti è certamente il sistema sotterraneo di Campobraca.
Molto più conosciuto dai turisti è il lago del Matese.

## Società

### Evoluzione demografica
Abitanti censiti

### Enti e associazioni
Il paese è sede di Stazione dei Carabinieri e di una caserma del Corpo Forestale dello Stato.
È membro della Comunità montana "Zona del Matese".

### Tradizioni e folclore
- Venerdì Santo: processione dalla chiesa di Santa Maria delle Grazie alla chiesetta di Santa Croce;
- Pasqua: benedizione delle caratteristiche frittate pasquali;
- Corpus Domini: caratteristica processione con ostensione di coperte ai balconi, altarini votivi e formule recitate in latino;
- Prima domenica di agosto: festività in onore di san Gregorio Magno, patrono del paese, celebrata in questo periodo per favorire l'arrivo dei sangregoriani all'estero;
- Ultima settimana di luglio: le "notti dei briganti", rievocazione storica del brigantaggio nell'Italia meridionale[15].